# Sommer-Paralympics 2004/Powerlifting
Bei den XXII. Sommer-Paralympics 2004 in Athen wurden 30 Wettbewerbe im Powerlifting ausgetragen.
Austragungsort war die Nikaia Olympic Hall. Die Wettkämpfe fanden vom 20. bis 27. September statt.

## Männer

### Bis 48 kg
| Platz | Land | Athlet          |
| ----- | ---- | --------------- |
| 1     | IRI  | Morteza Dashdi  |
| 2     | THA  | Thongsa Marasri |
| 3     | NGR  | Ruel Ishaku     |

### Bis 52 kg
| Platz | Land | Athlet                    |
| ----- | ---- | ------------------------- |
| 1     | EGY  | Osama El Sergngawy        |
| 2     | CHN  | Guo Jing Wu               |
| 3     | IRI  | Gholamhossein Chaltoukkar |

### Bis 56 kg
| Platz | Land | Athlet                |
| ----- | ---- | --------------------- |
| 1     | CHN  | Wang Jian             |
| 2     | EGY  | Ahmed Ahmed           |
| 3     | IND  | Rajinder Singh Rahelu |

### Bis 60 kg
| Platz | Land | Athlet         |
| ----- | ---- | -------------- |
| 1     | EGY  | Shaban Ibrahim |
| 2     | KOR  | Keum Jong      |
| 3     | CHN  | Jian Yu        |

### Bis 67,5 kg
| Platz | Land | Athlet           |
| ----- | ---- | ---------------- |
| 1     | EGY  | Metwaly Mathna   |
| 2     | CHN  | Mao Shun Vu      |
| 3     | IRI  | Hamzeh Mohammadi |

### Bis 75 kg
| Platz | Land | Athlet                  |
| ----- | ---- | ----------------------- |
| 1     | CHN  | Hai Dong Zhang          |
| 2     | EGY  | El Sayed Abd Elaal      |
| 3     | IRI  | Reza Boromand Gharehlar |

### Bis 82,5 kg
| Platz | Land | Athlet                 |
| ----- | ---- | ---------------------- |
| 1     | UAE  | Mohammed Khamis Khalaf |
| 2     | EGY  | Mostafa Hamed          |
| 3     | IRQ  | Thaair Hussin          |

### Bis 90 kg
| Platz | Land | Athlet         |
| ----- | ---- | -------------- |
| 1     | KOR  | Jong Chul Park |
| 2     | POL  | Ryszard Rogala |
| 3     | CHN  | Ya Dong Wu     |

### Bis 100 kg
| Platz | Land | Athlet                     |
| ----- | ---- | -------------------------- |
| 1     | IRI  | Kazem Rajabigolojeh        |
| 2     | NGR  | Solomon Ikechukwu Amarakou |
| 3     | CHN  | Bing Li                    |

### Über 100 kg
| Platz | Land | Athlet                   |
| ----- | ---- | ------------------------ |
| 1     | IRI  | Seyed Habibollah Mousavi |
| 2     | IRQ  | Faris Abed               |
| 3     | AUS  | Darren Gardina           |

## Frauen

### Bis 40 kg
| Platz | Land | Athletin         |
| ----- | ---- | ---------------- |
| 1     | UKR  | Lidiya Solovyova |
| 2     | NGR  | Ijeoma John      |
| 3     | TPE  | Hua              |

### Bis 44 kg
| Platz | Land | Athletin              |
| ----- | ---- | --------------------- |
| 1     | NGR  | Lucy Ogechukwu Ejike  |
| 2     | EGY  | Gihan El-Aziz Baioumy |
| 3     | CHN  | Cui Juan Xiao         |

### Bis 48 kg
| Platz | Land | Athletin             |
| ----- | ---- | -------------------- |
| 1     | CHN  | Jian Xin Bian        |
| 2     | MEX  | Amalia Perez Vazquez |
| 3     | UKR  | Olena Kiseloar       |

### Bis 52 kg
| Platz | Land | Athletin          |
| ----- | ---- | ----------------- |
| 1     | RUS  | Tamara Podpalnaya |
| 2     | EGY  | Abir Nail         |
| 3     | CHN  | Yan Yang          |

### Bis 56 kg
| Platz | Land | Athletin                  |
| ----- | ---- | ------------------------- |
| 1     | EGY  | Fatma Omar                |
| 2     | NGR  | Aghimile Patience Igbitti |
| 3     | CHN  | Zhenling Huo              |

### Bis 60 kg
| Platz | Land | Athletin         |
| ----- | ---- | ---------------- |
| 1     | CHN  | Taoying Fu       |
| 2     | FRA  | Souhad Ghazouani |
| 3     | EGY  | Amany Aly        |

### Bis 67,5 kg
| Platz | Land | Athletin              |
| ----- | ---- | --------------------- |
| 1     | EGY  | Heba Ahmed            |
| 2     | CHN  | Ping Zhan Li          |
| 3     | MEX  | Catalina Diaz Vilchis |

### Bis 75 kg
| Platz | Land | Athletin                |
| ----- | ---- | ----------------------- |
| 1     | TPE  | Tzu Hui Lin             |
| 2     | CHN  | Mingxia Zhu             |
| 3     | NGR  | Kike Adedeji Ogunbamowo |

### Bis 82,5 kg
| Platz | Land | Athletin       |
| ----- | ---- | -------------- |
| 1     | GBR  | Emma Brown     |
| 2     | FRA  | Carine Burgy   |
| 3     | EGY  | Hend Abd Elaty |

### Über 82,5 kg
| Platz | Land | Athletin           |
| ----- | ---- | ------------------ |
| 1     | CHN  | Rui Fang Li        |
| 2     | EGY  | Nadia Fekry        |
| 3     | NGR  | Ebere Grace Anozie |